# ファイターズ鎌ケ谷スタジアム
ファイターズ鎌ケ谷スタジアム（ファイターズかまがやスタジアム）は、千葉県鎌ケ谷市にある野球場である。北海道日本ハムファイターズ二軍が専用球場（本拠地）として使用している。

## 概要
愛称及び日本野球機構（NPB）公式サイトやマスコミ等で使用される略称は「鎌スタ（かまスタ）」。主にイースタン・リーグ（以下、イ・リーグ）公式戦及び教育リーグが開催されている。原則、一軍の公式試合は行われないが、隔年でオープン戦の会場になっている。他、12球団合同トライアウトの会場（日本ハム運営担当時）にも利用された。
スタジアムの管理・運営は北海道日本ハムファイターズ鎌ケ谷事業部（旧：首都圏事業グループ）が行っている。
作物の生育不良を不安視する近隣の梨農家への配慮のため、ナイター照明が設置されておらず、開業以来一度もナイター試合が行われていない。ナイター試合については、興行面で採算が取れないこと、周辺道路が狭く日没後に帰宅する観客の安全が保障できないことも開催を見送っている要因であるとしている。
開業当時は「日本ハムファイターズタウン鎌ケ谷（同ファイターズスタジアム）」であったが、2016年に行われた後述の改装工事を機に、バス停留所を除いて「ファイターズタウン」の名称は使われておらず、プレスリリース等では「ファイターズ鎌ケ谷スタジアム」で統一されている。

## 歴史

### 前史
日本ハムは前身の東映フライヤーズ時代に神奈川県川崎市中原区新丸子の多摩川右岸側河川敷に練習場を設け、二軍の公式戦も開催していた。後に親会社が東映から日拓ホーム、日本ハムと変遷して球場名は「日本ハム球団多摩川グランド」となった。すぐ近くには合宿所「勇翔寮」もあり、練習やイ・リーグ公式戦の際には選手やコーチが寮から自転車で球場へ通う姿も見られた。
しかし、同グランドは河川敷にあるために、水はけが悪い上、施設の老朽化や狭隘化が著しく、観覧設備などもないため、観客に充分なサービスが提供できなかった。また外野後方には東急東横線の多摩川橋梁が通っており、電車が同橋梁を通過する際には試合を中断せざるを得ないといった問題点を抱えていた。そのため二軍は1992年から相模原市の神奈川県立相模原球場を本拠地として使用し、多摩川グランドは練習専用となった。
ところが、今度は日本ハムの選手が試合のたびに川崎市から相模原市への移動を強いられるなどの問題が新たに生じた。一軍監督を歴任した球団常務取締役（当時）の大沢啓二は悲惨な育成・練習環境に業を煮やし、「長期的な球団運営の上ではファーム育成施設の改善が必須である」とオーナーの大社義規に提言する。

### 着工 - 開業
1991年、合宿所・練習施設を併設した新球場の建設予定地が千葉県鎌ケ谷市に内定する。当初は土地の買収と周辺施設の整備を鎌ケ谷市が行い、日本ハムが球場を建設する計画であったが、市議会の承認を得られず、計画の見直しを余儀なくされた。紆余曲折を経て、施設の整備を日本ハムが行うことで決着し、1994年10月19日に着工した。計画を指揮した球団取締役の小嶋武士は、当初の計画通りであれば1万人規模のスタジアムが建設できたであろうと述懐している。
1997年1月に当時一軍の本拠地だった東京ドームとほぼ同じ面積のグラウンドを有する専用球場「ファイターズスタジアム」、室内練習場、そして合宿所兼独身寮「勇翔寮」の三施設がからなる「日本ハムファイターズタウン鎌ケ谷」が竣工。こけら落としとして同年3月8日に千葉ロッテマリーンズとのオープン戦が開催された。

### 鎌ケ谷市の協力体制とボールパーク化構想
1997年9月、鎌ケ谷市民有志により後援団体「ファイターズ鎌ケ谷の会」が結成されたが、選手の育成・リハビリが主な目的である二軍の性質上、鎌ケ谷市としては限定的な協力関係に留まっていた。
開業10年目を迎えた2006年、球団社長（当時）の藤井純一が将来的なファームの独立採算制を見越して鎌ケ谷スタジアムのテコ入れを指示したことで転機が訪れる。鎌ケ谷スタジアムをボールパーク化構想の実験場として、ユニークな試みを展開していく。手始めにブリスキー・ザ・ベアー（B・B）の弟という設定でファーム専属マスコットのカビー・ザ・ベアー（C・B）をデビューさせ、ファミリー層の支持拡大を目指した。

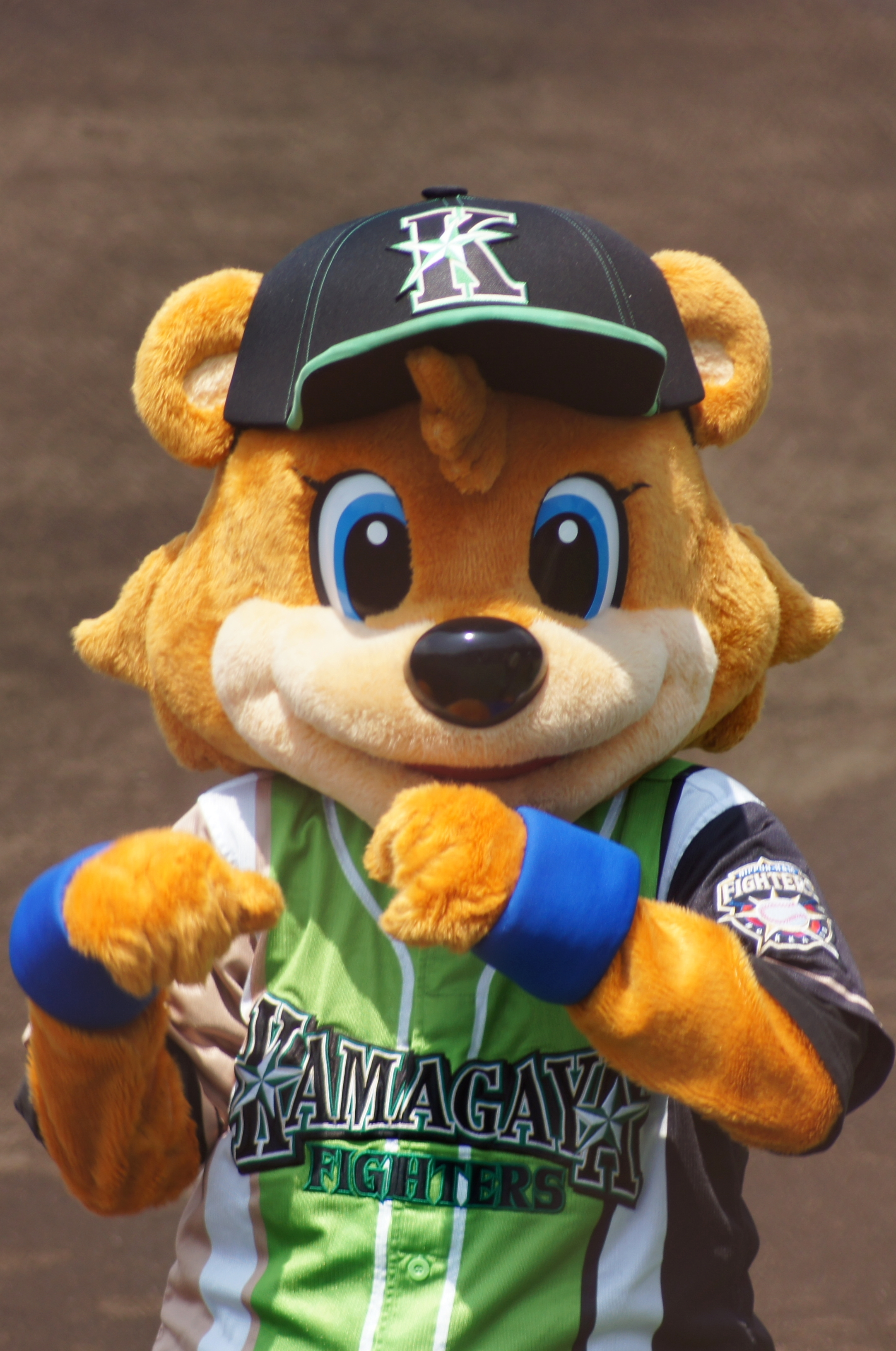
カビー・ザ・ベアー（2006年 - ）

この他、球団職員の中原信広が主体となって草の根運動を行い、商店や梨農家、教育委員会等と協力関係を築く。鎌ケ谷市や後援団体、協賛企業も加わって「鎌スタ☆祭り」「ルーキーお披露目会」など様々なイベントが催され、入場者数も年々右肩上がりに増加した。以後、2025年現在に至るまで鎌ケ谷市民や首都圏の日本ハムファンを繋げる試みが継続的に行われている。
2024年、鎌ケ谷市役所商工観光課に日本ハム二軍と鎌ケ谷スタジアムの活動を支援する専門部署「ファイターズファーム連携推進室」が設置された。併せて、鎌ケ谷事業部も鎌ケ谷スタジアムのX（旧：Twitter）アカウントを開設し、独自に情報発信を行なっている。
開業当時より活動してきたファイターズ鎌ケ谷の会は連携推進室に役目を明け渡し、2025年3月末日付で発展的解散・活動終了した。
なお、千葉県はプロ野球地域保護権に基づく千葉ロッテマリーンズの保護地域であるため、選手が登場する球団主催イベント（野球教室、トークショーなど）は日本ハムが所有する鎌ケ谷スタジアム敷地内でのみ行われ、ロッテの審査・許諾が必要な出張イベントは一部の例外を除き自粛している。

### 一軍本拠地・北海道との関係
日本ハムの一軍は2004年、本拠地を東京都から北海道に移したが（移転当初の本拠地は札幌ドーム、2023年よりエスコンフィールドHOKKAIDO）、二軍はその後も引き続き鎌ケ谷市を本拠地としている。2025年現在、一軍と二軍の本拠地が1,000km以上離れている唯一の球団であり、しばしばチーム編成や地理的観点からメリット・デメリットが取り沙汰されている。
2018年に横須賀市議会の視察団へ行った説明では「球場は50年（2047年）使用予定」としており、チーム事情に関わらず、定期的な改装・改修や大規模修繕を行いながら鎌ケ谷スタジアムを耐用年数まで使い続けるとしていた。

#### メリット
後発参入組である東北楽天、オイシックスを除くイ・リーグ球団が二軍本拠地を関東地方に置いているため、遠征コストの抑制と移動による肉体的負担の軽減につながっている。
一軍本拠地移転から20年以上経過した現在も首都圏に生活拠点を置く選手・コーチは多く、オフ期間には極度の低温や雪害の心配が少ない鎌ケ谷スタジアムに自主トレーニングの機会を求めて通い詰めている。

#### デメリット
一軍に故障者（登録抹消選手）が出たときや、好調な二軍の選手を一軍に上げたいときなど、準備や長距離移動の関係からチーム首脳陣の裁量で容易に入れ替えすることが困難になっている。
また、二軍でテスト的に1 - 2打席立たせた後、一軍の試合に出場させる、いわゆる「はしご出場」が困難になっており、近年の事例も鎌ケ谷スタジアムとZOZOマリンスタジアムの同日試合開催時に限られている。

#### 北海道内自治体への二軍本拠地移転検討報道
2024年7月、北海道新聞や財界さっぽろなど道内マスコミが鎌ケ谷スタジアムの老朽化（主に配管設備の劣化、施設内の雨漏り）と地理的なハンディキャップの解消を理由に、二軍の本拠地施設を北海道に移転し、恵庭市や千歳市をはじめ道内5市を移転先の候補地として球団が検討に入っていると報じた。自治体が用地の買収・球場建設を担い、日本ハムがそれを借り受ける公設民営方式を想定している内容だった。ただし、この時点ではマスコミの報道が先行しているのみで、日本ハムは「様々な検討が必要であるが、現時点での決定事項はない」と具体案の存在を否定しており、鎌ケ谷市からの問い合わせにも同様の回答を通知していた。

#### 北海道内二軍本拠地移転計画の正式発表
2025年7月7日、エスコンフィールドHOKKAIDOにて行われた記者会見で北海道内二軍本拠地移転プロジェクト「ONE BASE HOKKAIDO～新たな拠点の創造～」を発表した。新二軍本拠地は、メインスタジアム（鎌ケ谷スタジアムの約2倍となる5,000人収容）、サブグラウンド、屋内練習場、選手寮、ラボの他、商業施設や宿泊施設の開発・整備なども予定されている。一軍本拠地に近接し、既に誘致に動いている札幌市、北広島市、恵庭市、江別市、千歳市、苫小牧市と意見交換の上、2027年までに建設予定地を決定し、2030年の開業を目指すとしている。また、誘致にあたっては北海道知事の鈴木直道が北海道庁内にサポートチームを結成し支援を行うことも表明している。
なお、2022年まで一軍本拠地としていた札幌市豊平区の札幌ドームを二軍本拠地として再利用する案も一軍監督である新庄剛志などから上がっているが、札幌市長の秋元克広は「札幌ドームは多目的施設であることから、他のイベントと重なる可能性がある」として、消極的な姿勢を示している。
二軍本拠地移転後の鎌ケ谷スタジアムの活用方法は未定であるが、鎌ケ谷市は球団との協議により「球団と市の歴史を踏まえ、引き続き連携は強化、継続していくということで一致した」としており、移転前後も鎌ケ谷市と球団との関係は維持していく方向であると表明している。

### 年間入場者数
ボールパーク化構想による定期的なイベント開催やスタジアム内のホスピタリティが充実していることもあり、イ・リーグの球場の中では年間入場者数は上位に位置している。（入場者数はいずれも延べ人数）
2008年度には、入場者数がそれまで1位だった湘南シーレックスを抜きイ・リーグ1位となった。さらに2009年には9月22日と翌23日の2日間だけで約10,000人の入場者数を記録したこともあり、過去最大となる年間入場者数70,000人を突破した。
チームの低迷や東日本大震災、コロナ禍などの複合的な要因で入場者数が落ち込んだ時期もあるが、近年は80,000人前後で推移している。

## 施設

### スタジアム
直近では、開業20周年事業の一環で大規模な改装工事が2016年11月から2017年2月にかけて行われ、同年3月1日にリニューアルオープンした。

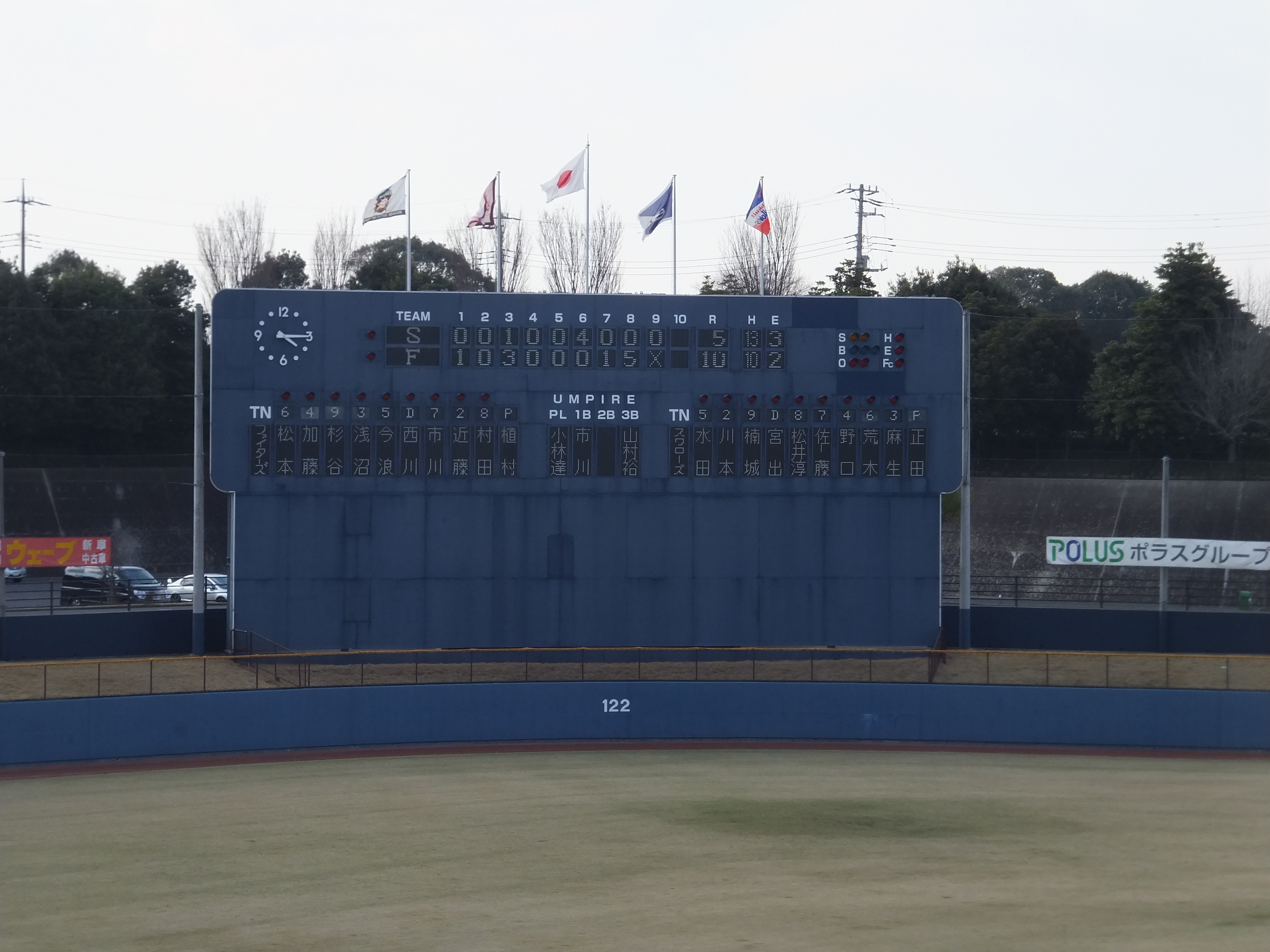
改修前のスコアボード

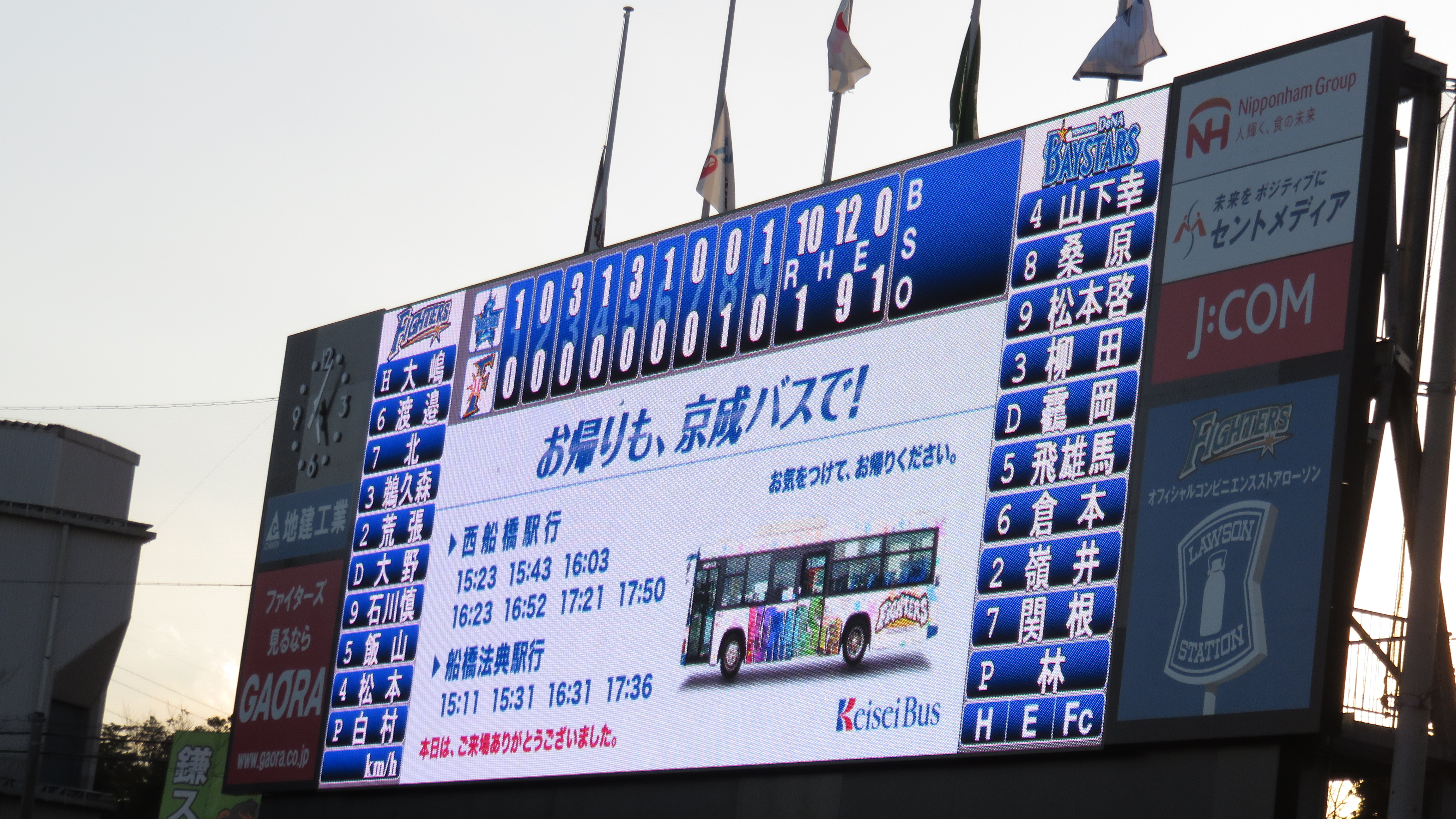
改修されたスコアボード

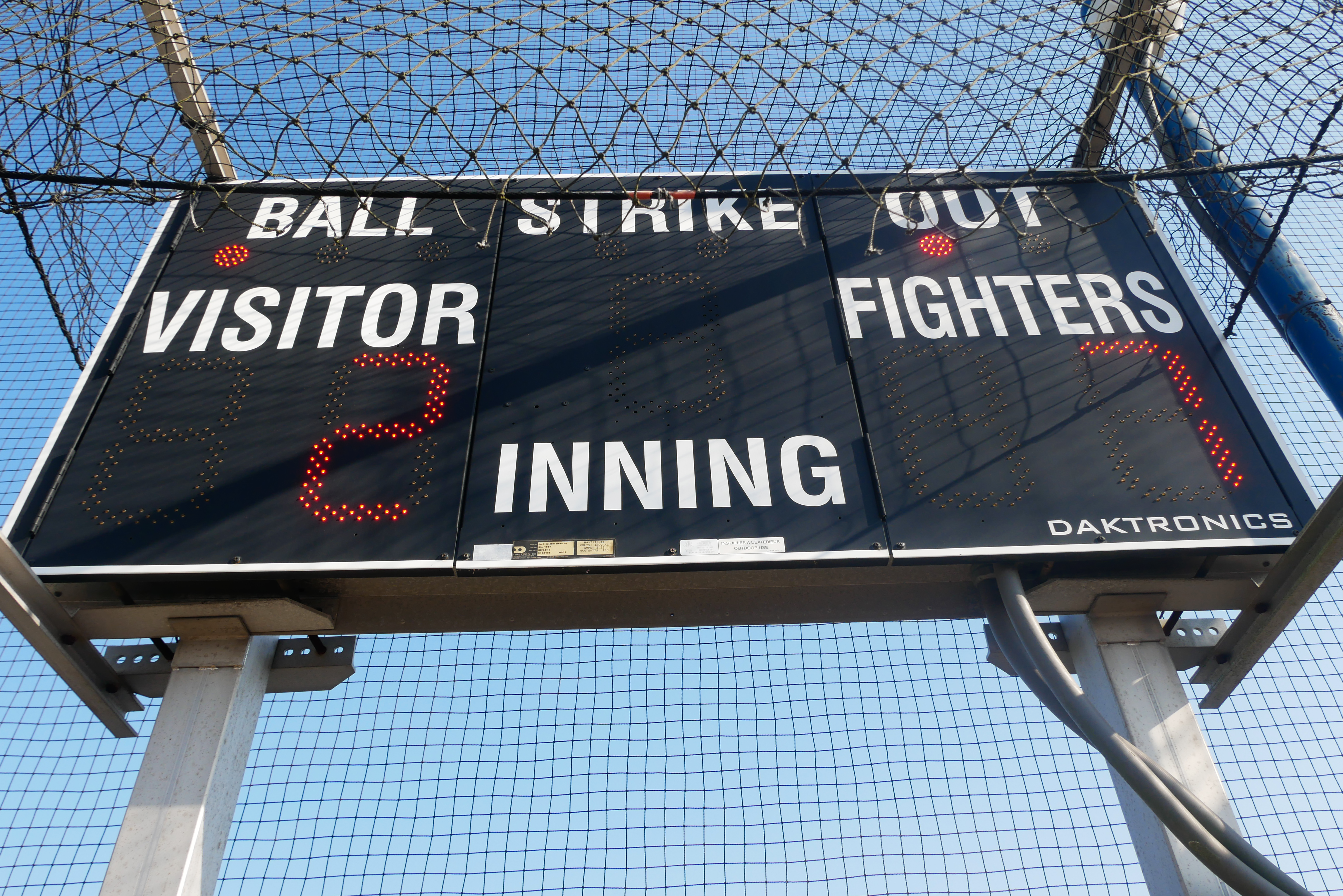
簡易スコアボード

2013年にダクトロニクス製の大型ビジョン（LEDディスプレイ）を導入している。二軍の球場にフルビジョンのスコアボードを導入するのは初となる。クライマックスシリーズ（CS）出場時は大型ビジョンを使用してパブリックビューイングが行われることもある。また、バックネット裏にはダクトロニクス製の簡易スコアボードが設置されている。
2014年から球場の外壁に鎌ケ谷スタジアムを巣立ったドラフト指名入団選手のバナーを掲出している。2023年に現在のデザインへリニューアルされた。
| バナー掲出選手一覧 | バナー掲出選手一覧 |
| ------------------ | --- |
| 2014年（第1期）    | 不明 |
| 2016年（第2期）    | 小田智之、飯山裕志、西川遥輝、中田翔、 ダルビッシュ有、大谷翔平、田中賢介、 中島卓也、陽岱鋼、吉川光夫、菊地和正、 紺田敏正、伊藤剛、建山義紀、森本稀哲、 武田久、小谷野栄一、鶴岡慎也、押本健彦 |
| 2023年（第3期）    | 田中賢介、森本稀哲、西川遥輝、中田翔、 ダルビッシュ有、大谷翔平、糸井嘉男、 小笠原道大、鶴岡慎也、中島卓也、 上沢直之、松本剛、近藤健介、清宮幸太郎、 斎藤佑樹、杉谷拳士                         |

三塁側ファールエリアには畑が設けられており、ジャガイモやブロッコリー等が栽培されている。かつては一塁側ファールエリアに「鎌スタ☆プール」が設置されていたが、コロナ禍のため、2019年シーズンを最後に閉鎖。その後、同地はキッズエリアとしてリニューアルされた。
1階にはオフィシャルグッズショップ（旧：有料ラウンジ）、2階コンコースには「鎌スタ☆キッチン」「カフェカビー（ドリンク・アイス類専売）」「くまのこ百貨店」がそれぞれ営業している。かつてはくまのこ百貨店で多数のグッズが販売されていたが、現在は1階のグッズショップに集約され、同地はハズレくじなしのくじ引きコーナー（有料）となっている。
鳴り物を使用しての応援や紙吹雪、ジェット風船の使用は禁止されている。観戦中の熱中症対策の呼びかけを徹底していることもあり、飲食物の持ち込みは概ね認められている。

### 周辺施設

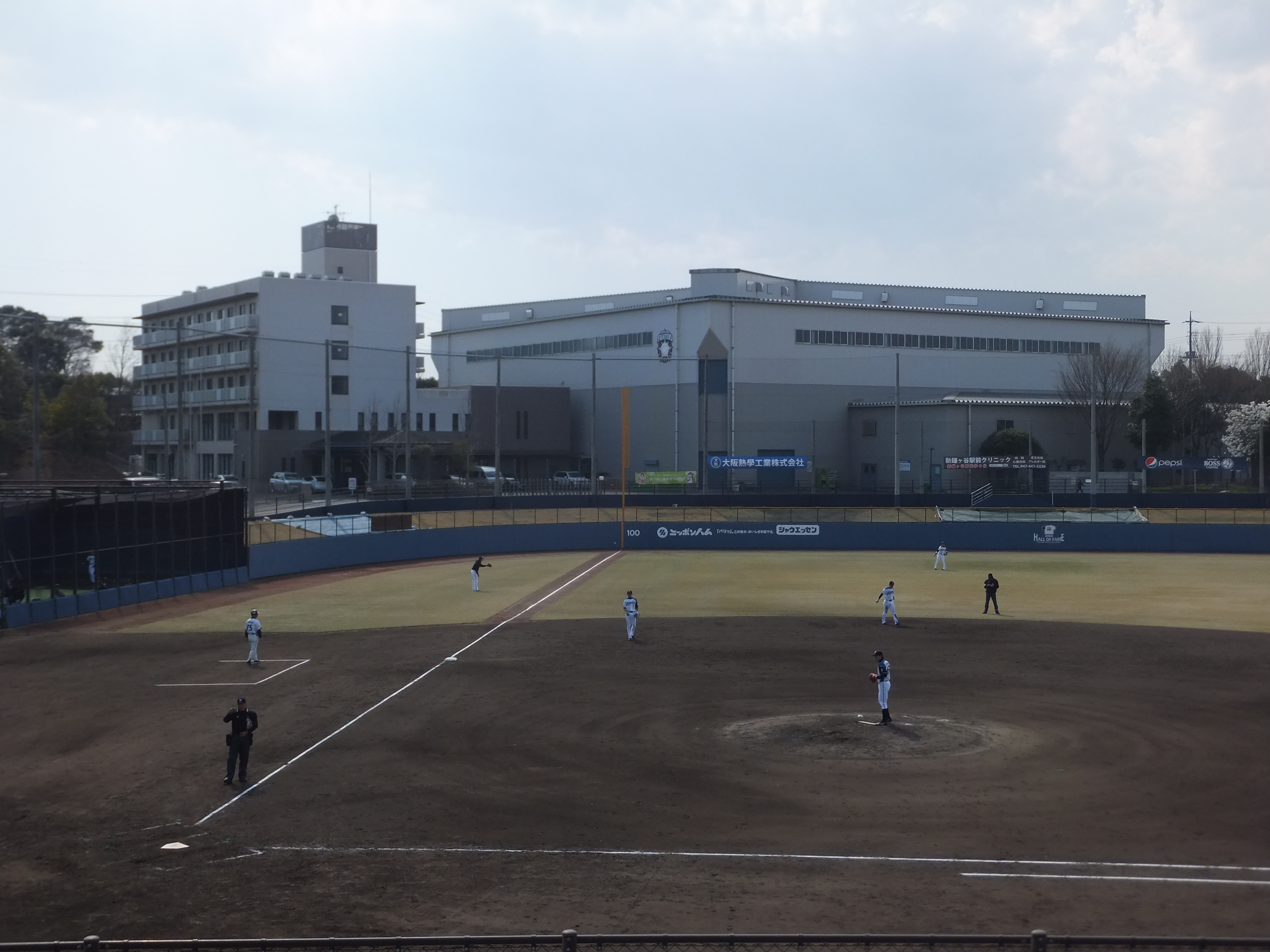
合宿所「勇翔寮」と屋内練習場（左翼後方）

外野側には合宿所「勇翔寮」と屋内練習場、芝生席裏には駐車場とストレッチ遊具コーナーがある。施設間の移動距離を考慮して日本ハムは三塁側ダッグアウトを使用し、ビジターチームは一塁側を使用する。かつては三塁側外周道路から芝生席裏まで徒歩で通り抜けることが出来たが、チームの人気の高まりに伴う選手・観客間のトラブル防止のため、立入禁止エリアが設定され、警備員により徒歩通行が厳しく規制されている。コロナ禍の間は感染対策により、選手への接触そのものが禁止された。
屋内練習場は通常関係者以外立入禁止だが、ルーキーお披露目会開催時に限り、会場として一般客も入場可能である。

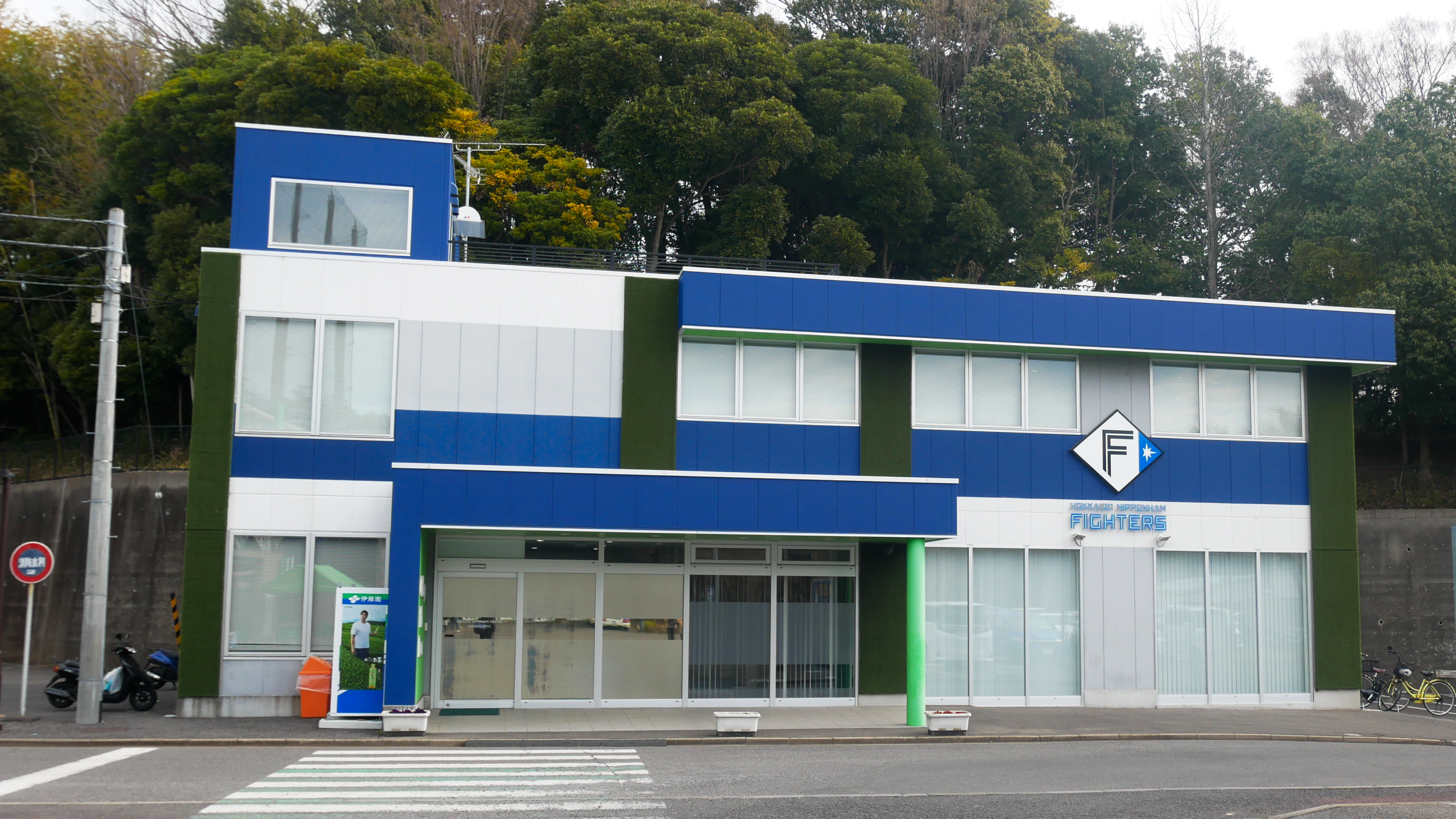
事務所棟

シャトルバス乗り場付近には2014年に竣工した2階建て事務所棟があり、スタジアム内にあったオフィスを同地に移転している。一軍スタッフを交えた新年スタッフ会議や選手への戦力外通告もここで行われる。

### エンターテインメント
試合前後やイニング間のイベントはマスコットキャラクターのカビー（C・B）とDJチャス。、専属契約のスタジアムMCが盛り上げている。2025年時点のMCは石野智子（フリーアナウンサー【元北海道文化放送】）、でび、キューティーうえき、パキオ（小笠原ミニ大）、リクロジーがシフトで担当している。
2012年、子ども向け体操コーナーを発展させる形で5回裏終了時のラジオ体操を開始する。試合観戦の緊張を解すことを目的に、2025年現在も続けられている名物コーナーであり、ビジター側の観客や選手の一部も参加している。また、2025年にはカビーと杉井勇介（NHK「テレビ体操」アシスタント）出演による実演動画が新たに制作された。

## その他エピソード
- オープン初年度の1997年11月16日、ナイキ主催による少年野球教室が開催され、この時特別参加したケン・グリフィー・ジュニアがフリー打撃で打撃投手を務めた田吹昭博から放った打球は、右翼スタンドの遥か後方の崖に到達する場外本塁打となった。推定飛距離は160メートルとされており、到達点にはそれを記念した「ケン・グリフィーJr.場外ホームラン記念碑」が建てられている。
  - 2010年3月16日、オープン戦で中田翔が一軍の試合として初めて本塁打を打った打球の到達点にも記念プレートが建てられた。
- 東京ドームが一軍本拠地だった頃、秋に行う一軍の「ファン感謝デー」をここで実施した年があった。これは経費節減もしくは「ファン感謝デー」と同じ日に東京ドームで他のイベントを行っていたという理由からである。
- 2007年と2009年に日本ハムの一軍の試合のパブリックビューイングが球場外駐車場の一部のスペースに大型映像設備を運び込んだ上で実施された。2009年の試合はいずれもナイトゲームで、10月23日実施分は初の夜間イベントとなった。
  - 2007年 - 10月13日・同14日（クライマックスシリーズ第二ステージ）および10月27日・同28日（日本シリーズ）
  - 2009年 - 10月23日・同24日（クライマックスシリーズ第二ステージ）および11月7日（日本シリーズ）
- 2008年、一軍がシーズン最終戦の10月1日にクライマックスシリーズへの進出を決めた際、急遽その実戦対策として10月5日に紅白戦を開催した。
- 2010年8月24日、8月25日および9月29日の東北楽天ゴールデンイーグルス戦は、二軍の公式戦ながら楽天の主催（日本ハムが先攻、楽天が後攻）で行われた。これは当時楽天の二軍本拠地だった楽天イーグルス利府球場[注釈 8]が他のイ・リーグ6球団の本拠地と離れており、それによる遠征費用の節約や同球場の秋季気候のプレー困難に対する配慮である。
  - 秋季ではないが、2011年4月2日と4月3日の楽天戦も楽天の主催で行われた。
- 2011年3月12日の二軍の教育リーグ「鎌ヶ谷ファイターズフェスタ」と3月16日のオープン戦は、同年3月11日に起きた東日本大震災の影響により中止となった。なお、「鎌ヶ谷ファイターズフェスタ」は雨天など天災で中止となった場合は、2010年も雨天中止となったことを踏まえ、3月13日を予備日として設定していたが、地震規模が大きいことや余震への警戒などを考慮して予備日の開催も取り止めとなり、球場敷地内は安全確保のため立ち入り禁止となった。
  - このファイターズフェスタは毎年3月上旬の週末に行われる教育リーグの開催期間中に設定されているが、2010年と2012年も試合が雨天中止となってしまっていた。ただし2012年は過去2年間、イベントの開催も全て中止となったこと（2012年はイベントの代替予備日の設定がなかった）を踏まえ、一部を屋内練習所やコンコースに移し規模を縮小する形で開催された。

## 交通
至近に鉄道の駅が無いため、公共交通機関はバスでのアクセスとなるが、スタジアムの停留所に乗り入れる定期バスは便数が少ない。また、球団事務所前にはタクシーを呼ぶための電話機が備え付けられている。
コミュニティバス「ききょう号」ききょう西線の停留所が設置されているが、ワゴン車での運行のため、観戦目的の乗客を受け入れるキャパシティは小さく、公式サイトのアクセスにも記載されていない。
京成バスの鎌ケ谷スタジアムアクセス路線では、プロモーション活動の一環でルーキー選手が車内アナウンス放送を吹き込んでいる。

### 定期交通

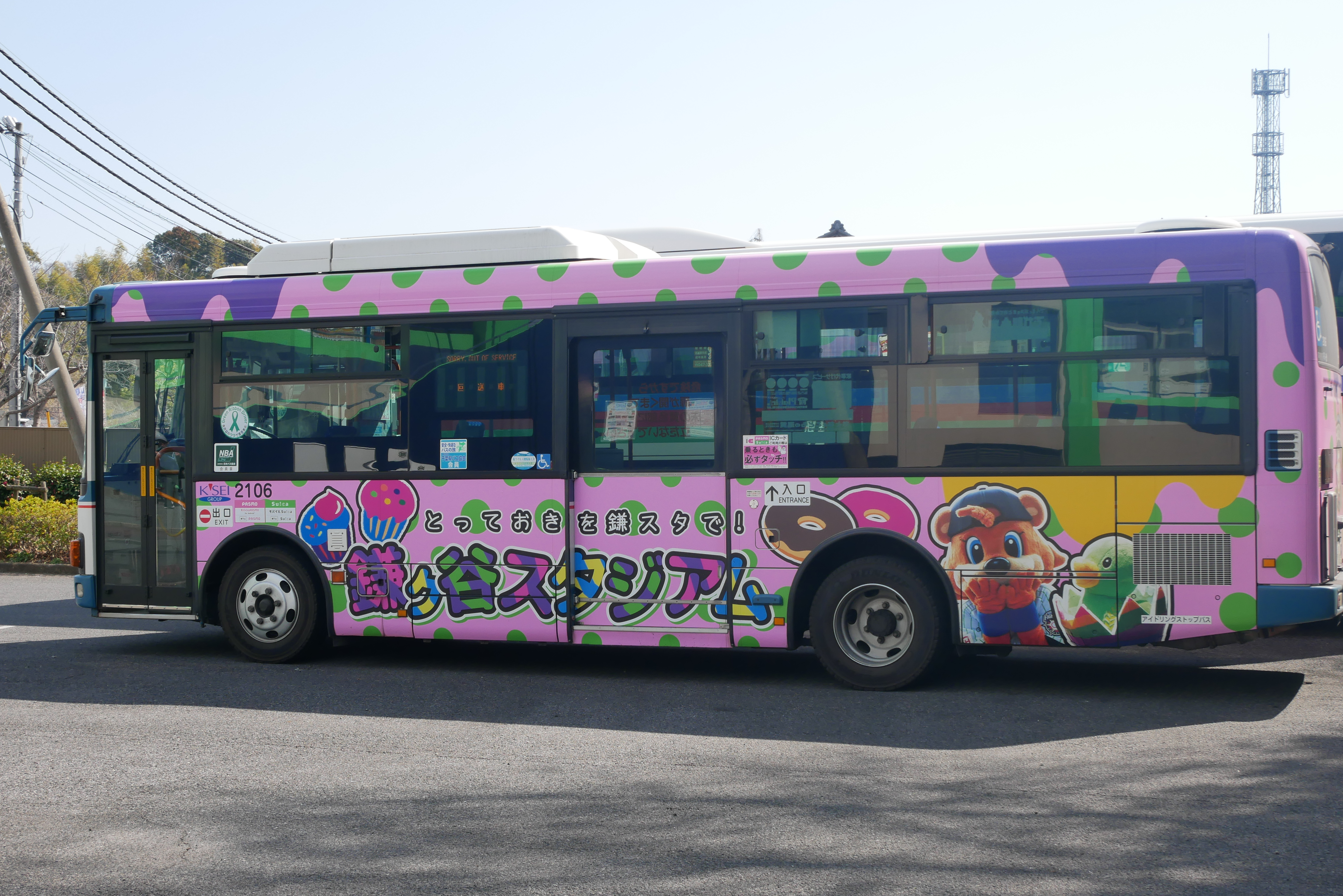
京成バスのファイターズラッピング仕様

- 西船橋駅（JR東日本中央・総武緩行線・武蔵野線・京葉線、東京メトロ東西線、東葉高速鉄道東葉高速線）北口3番線乗り場・京成西船駅（京成本線）から
  - 京成バスFs01「ファイターズタウン鎌ヶ谷」行き（1日11便、土休日は1日10便）で終点ファイターズタウン鎌ヶ谷停留所下車すぐ
  - 京成バスFs02「市川営業所」行きで戸崎交差点停留所下車、徒歩7分
- 船橋法典駅（JR武蔵野線）から
  - 京成バスFs11「ファイターズタウン鎌ヶ谷」行き（1日8便、土休日は1日7便）で終点ファイターズタウン鎌ヶ谷停留所下車すぐ
  - 京成バスFs12「市川営業所」行きで戸崎交差点停留所下車、徒歩7分
- 鎌ヶ谷駅（東武野田線）から
  - （西口）タクシー約5分
  - 徒歩約30分
- 馬込沢駅（東武野田線（東武アーバンパークライン））西口から
  - 京成バス千葉ウエスト「[馬01] 慈祐苑」行（概ね毎時3 - 4便）で鎌ヶ谷グリーンハイツ停留所下車、徒歩15分
- 市川大野駅（JR武蔵野線）から
  - タクシー約7分

### シャトルバス

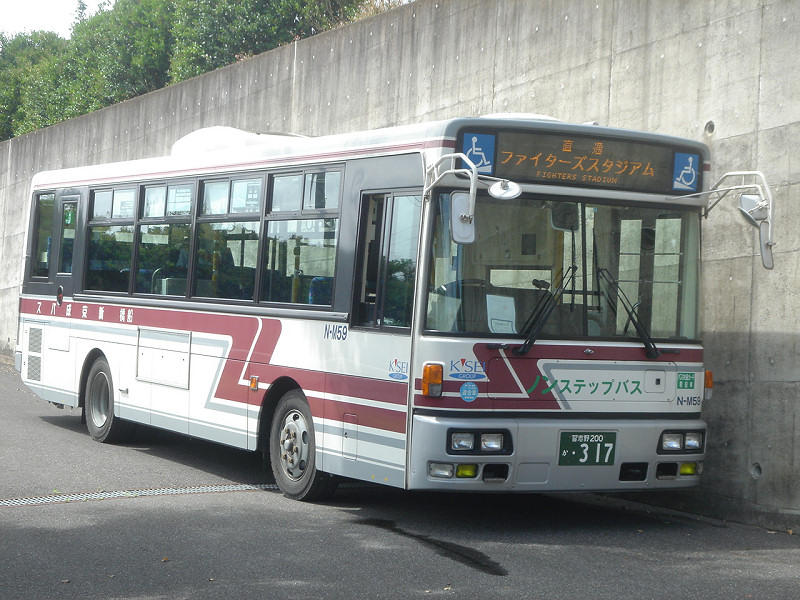
シャトルバスに使われる車両

本球場で公式戦が開催される日には、新鎌ヶ谷駅（土、日、祝日の試合のみ運行）（北総鉄道北総線、京成松戸線、東武野田線（東武アーバンパークライン））および東武鎌ヶ谷駅から京成バス千葉ウエストによるシャトルバスが運行される。スタジアムで降車・スタジアムから乗車の際に職員に直接支払う。開門後に試合中止が決定した場合の帰宅便は球団が運賃を負担する形で無料輸送となる。このため、交通系ICカード支払いには対応していない。
- 鎌ヶ谷駅東口から（開催日すべて）
  - 往路は午前11時30分から30分間隔で原則3本運行。復路は8回裏終了時から試合進行に合わせて3 - 4本運行される。なお、鎌ヶ谷スタジアム年間パスポートを持っている場合は無料で乗車できる。